# Jussy-Champagne

Jussy-Champagne este o comună în departamentul Cher, Franța. În 1 ianuarie 2022 avea o populație de 206 de locuitori.